# 倪仁禎
倪仁禎（？—1645年），字心開，號柣山（株山），浙江金華府浦江縣人，明朝、南明政治人物。

## 生平
倪仁禎是萬曆四十六年（1618年）戊午科舉人，崇禎十年（1637年）丁丑科進士，大理寺觀政，十一年獲授太常博士，十五年遷官禮科給事中，巡視中城後改任兵科。崇禎十五年（1632年）時，他上疏：「臣初拜任官職時，按例問候閣臣謝陞。說到兵餉事情，他忽然說：『皇上自以為聰明，察察為務，然而天下俱壞。』謝陞位極人臣，竟然如此歸罪天子。」崇禎帝發怒，削除謝陞官職。之後倪仁禎出巡京營，官員都收斂，冊封靖江王朱亨嘉後辭官歸鄉。弘光帝即位，起用他原來官職，南京淪陷後去世。

## 家族
曾祖倪鋭；祖父倪治，赠文林郎顺德知县；父倪尚忠，戊戌進士，顺德知縣，升吉安府同知。